# Оссонвиль, Жозеф Луи д’
Жозеф Луи Бернар де Клерон, граф д'Оссонвиль (фр. Joseph Louis Bernard de Cléron, comte d'Haussonville; 6 марта 1737, Нанси — 1 ноября 1806) — французский военачальник и придворный, главный волчатник Франции, рыцарь орденов короля (1786).
Сын графа Шарля Луи д'Оссонвиля (ум. 1754), главного охотничьего инспектора у герцога Станисласа Лотарингского, и Маргариты Франциски фон Массенбах.
В возрасте пяти лет был записан сержантом в Королевский Руссильонский пехотный полк, которым командовал его отец, в девять лет стал лейтенантом, в десять был произведен в капитаны. Настоящую военную карьеру начал в 20 лет в отряде волонтеров легкой кавалерии Шёнберга.
Во время Семилетней войны 11 февраля 1758 произведен в чин шефа кавалерийского полка (Mestre de camp de cavalerie). 13 января 1759 вернулся в пехоту, став подполковником в Королевском Руссильонском полку. Сам полк в это время действовал в Новой Франции. 
30 ноября 1761 д'Оссонвиль стал полковником морской пехоты. Командовал полком в 1762, в ходе экспедиции д'Арсака де Терне к берегам Северной Америки.
24 июня 1762 французы предприняли последнюю попытку закрепиться на Ньюфаундленде, где высадился отряд под командованием д'Оссонвиля и его заместителя подполковника де Белькомба. 27 июня они взяли форт Сен-Жан. 25 июля д'Оссонвиль был произведен в бригадиры, 
15 сентября эскадра де Терне потерпела поражение в бою с англичанами у Сигнал-Хилла, и ночью тайно отплыла во Францию. Оставшись без поддержки, д'Оссонвиль 18 сентября был вынужден капитулировать.

## Семья
Жена (15.05.1768): Антонин-Мари де Ренье де Герши (1748—1847), дочь Шарля-Луи де Ренье де Герши, маркиза де Герши и де Нанжи (1715—1767) и Габриели Лидии д'Аркур (1722—)
Дети: 
- Шарль Луи Бернар де Клерон, граф д'Оссонвиль (1770—1846). Жена (10.10.1801): Жанна Мария Тереза Фалькос де ла Бланш (1772—1853)
- Луиза Шарлотта де Клерон д'Оссонвиль (1773—1853). Муж: Анн Шарль де Клермон-Монтуазон (1773—1855)
- Амели Франсуаза Луиза де Клерон д'Оссонвиль (1780—1824). Муж (1803): Луи-Анри Казимир де Ла Гиш (1770—1843)
- Мари Анн Виктуар де Клерон д'Оссонвиль (ум. 1826). Муж (1803): Габриель Жозеф Эльзеар де Розьер-Соран, маркиз де Соран (1768—1817)